# Skydancer
Skydancer je prvi studijski album švedskog sastava melodičnog death metala Dark Tranquillity. Objavljen je 30. kolovoza 1993. godine. Jedini je studijski album na kojem pjeva Anders Fridén, a gitaru svira Mikael Stanne. Album je ponovno objavljen 1999. godine s EP-om Of Chaos and Eternal Night kao kompilacija Skydancer/Of Chaos and Eternal Night. Godine 2013. objavljena je remasterirana inačica albuma.

## O albumu
Godine 1993., nakon objave demoalbuma i jednog EP-a, sastav je počeo snimati prvi studijski album. Snimanje je počelo u svibnju u studiju Soundscape u Göteborgu. Niklas Sundin, gitarist skupine, izjavio je da su se članovi Dark Tranquillityja dobro pripremili za snimanje albuma, ali da je snimanje ipak bilo stresno; sastav je imao dovoljno novca tek za deset dana snimanja i masteriranja. Snimanje je dovršeno u lipnju iste godine.
Sundin je stil albuma nazvao "jedinstvenim" zbog svoje "neobičnosti i ekscentričnosti" te je dodao da zato smatra "da nije revolucionaran uradak koliko je djelo na koje se treba priviknuti".
Također je primijetio da album nije pravilno remasteriran na izdanju iz 2000. godine i da će zato izdanje za 20. obljetnicu biti masterirano kako treba.
Skydancer je posljednji album sastava snimljen s izvornim pjevačem Andersom Fridénom, koji je izbačen iz sastava 1993. godine i potom se pridružio skupini In Flames. Nakon što je Fridén napustio sastav, ritam-gitarist Mikael Stanne postao je pjevač, a drugi je gitarist postao Fredrik Johansson.

## Popis pjesama
| 1.    | »Nightfall by the Shore of Time« | Niklas Sundin | Martin Henriksson, Sundin  | 4:46 |
| 2.    | »Crimson Winds«                  | Mikael Stanne | Sundin, Anders Jivarp      | 5:25 |
| 3.    | »A Bolt of Blazing Gold«         | Sundin        | Henriksson, Sundin         | 7:12 |
| 4.    | »In Tears Bereaved«              | Sundin        | Henriksson, Sundin         | 3:48 |
| 5.    | »Skywards«                       | Stanne        | Henriksson, Sundin         | 5:05 |
| 6.    | »Through Ebony Archways«         | Stanne        | Henriksson, Sundin         | 3:44 |
| 7.    | »Shadow Duet«                    | Sundin        | Henriksson, Sundin, Jivarp | 7:04 |
| 8.    | »My Faeryland Forgotten«         | Sundin        | Henriksson, Sundin         | 4:37 |
| 9.    | »Alone«                          | Sundin        | Henriksson, Sundin         | 5:41 |
| 47:22 |                                  |               |                            |      |

## Zasluge
| Dark Tranquillity - Anders Fridén – vokali - Niklas Sundin – gitara - Mikael Stanne – ritam gitara, dodatni vokal - Martin Henriksson – bas-gitara, akustična gitara - Anders Jivarp – bubnjevi | Dodatni glazbenici - Anna-Kajsa Avehall – dodatni vokal (na pjesme "A Bolt of Blazing Gold" i "Through Ebony Archways") Ostalo osoblje - Stefan Lindgren – dodatni vokal (na pjesme "In Tears Bevared" i "Shadow Duet"), inženjer zvuka - Dragan Tanascovic – inženjer zvuka - Kenneth Johansson – grafički dizajn, fotografije - Katarina Rydberg – fotografije |